# Mistrzostwa Europy w Judo 1952
2. Mistrzostwa Europy w Judo odbyły się w dniu 11 grudnia 1952 roku w Paryżu. 

## Klasyfikacja medalowa
| Miejsce | Państwo         |   |   |   | Razem |
| ------- | --------------- | - | - | - | ----- |
| 1       | Francja         | 5 | 2 | 0 | 7     |
| 2       | Austria         | 1 | 3 | 0 | 4     |
| 3       | Holandia        | 1 | 1 | 1 | 3     |
| 4       | Belgia          | 0 | 0 | 1 | 1     |
| .       | Wielka Brytania | 0 | 0 | 1 | 1     |
| .       | Włochy          | 0 | 0 | 1 | 1     |
| Razem   | Razem           | 7 | 6 | 4 | 17    |

## Medaliści

### Mężczyźni
| Konkurencja: | Złoto:                                                                                     | Srebro: | Brąz:                     |
| −1 dan       | Anton Geesink                                                                              | Georges Poumarat                                                                                                 | ----                      |
| −2 dan       | Robert Jaquemond                                                                           | Bernard Pariset                                                                                                  | ----                      |
| −3 dan       | Guy Cauquil                                                                                | Franz Nimführ | ----                      |
| −4 dan       | Jean de Herdt                                                                              | ---- | ----                      |
| −1 kyu       | Gilbert Briskine                                                                           | Hein Essink | ----                      |
| −Open        | Guy Verrier                                                                                | Robert Jaquemond                                                                                                 | Elio Volpi Alfred Grabher |
| Drużynowo    | Jacques Belaud · André Colonges · Henri Courtine · Bernard Pariset · Guy Verrier · Francja | Walter Gauhs · Gerhard Glanner · Robert Jacquemond · Leopold Körner · Anton Kreuzhuber · Franz Nimführ · Austria | · Holandia · Belgia       |